# Ron
Ron là một thị xã panchayat của quận Gadag thuộc bang Karnataka, Ấn Độ.

## Địa lý
Ron có vị trí 15°40′B 75°44′Đ / 15,67°B 75,73°Đ Nó có độ cao trung bình là 592 mét (1942 feet).

## Nhân khẩu
Theo điều tra dân số năm 2001 của Ấn Độ, Ron có dân số 21.671 người. Phái nam chiếm 50% tổng số dân và phái nữ chiếm 50%. Ron có tỷ lệ 60% biết đọc biết viết, cao hơn tỷ lệ trung bình toàn quốc là 59,5%: tỷ lệ cho phái nam là 71%, và tỷ lệ cho phái nữ là 49%. Tại Ron, 14% dân số nhỏ hơn 6 tuổi.